# Aanbidding

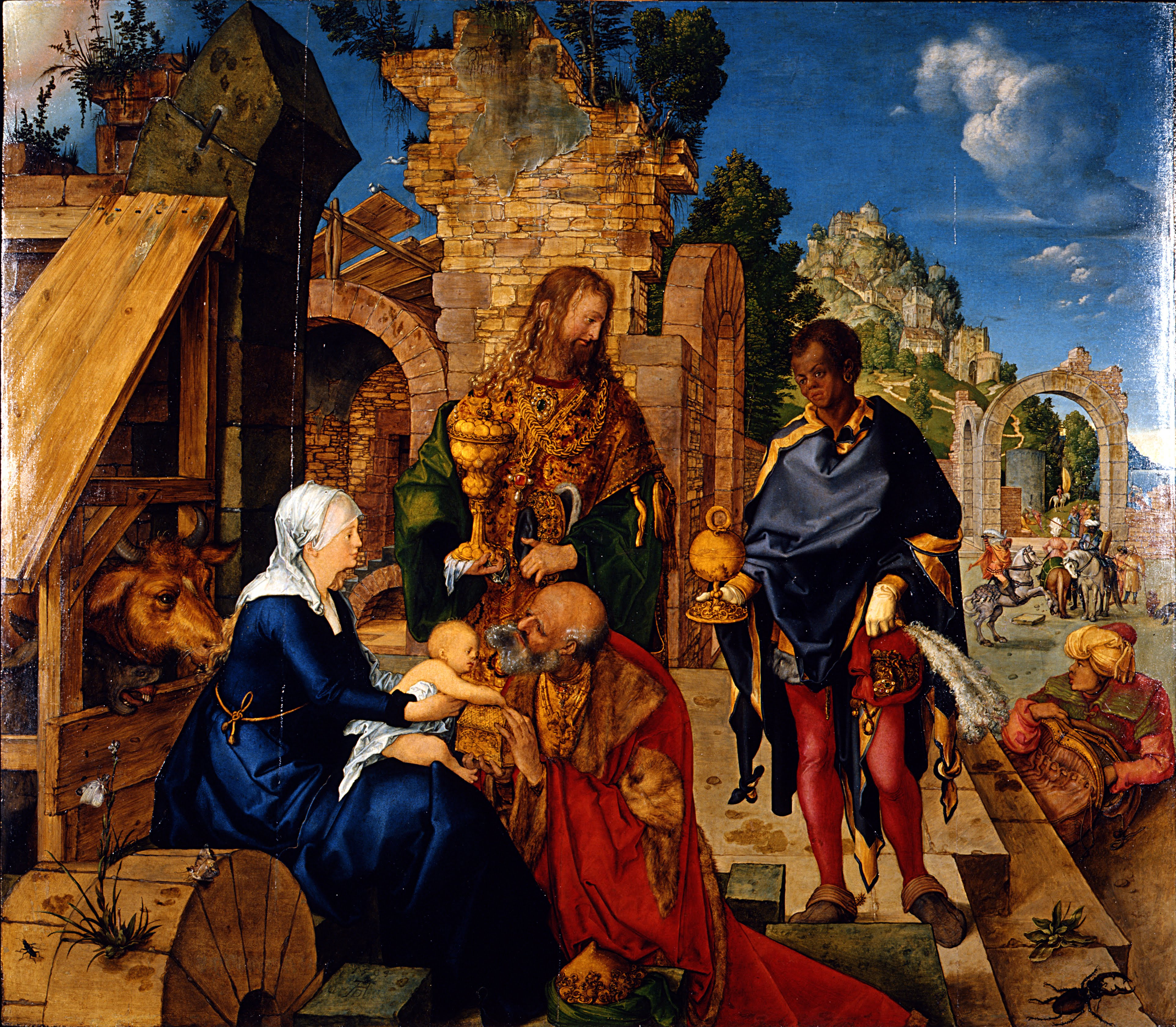
De aanbidding der Wijzen
door Albrecht Dürer

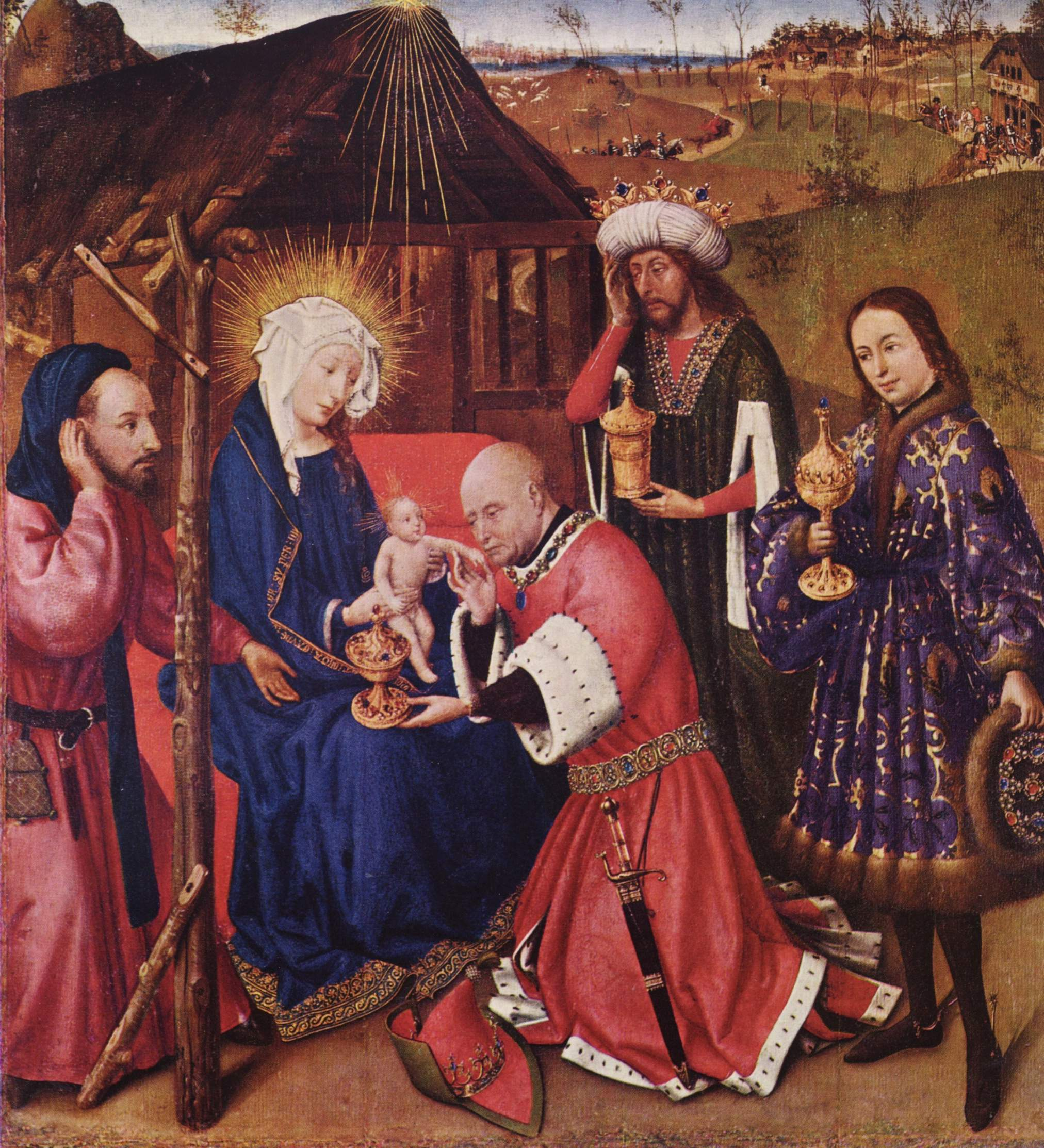
De aanbidding der Wijzen
door Jacques Daret

Aanbidding is het bewijzen van (goddelijke) eer aan God of wat als goddelijk wordt beschouwd. Hierbij horen vaak rituele handelingen, zoals buigen, knielen, zich ter aarde werpen of het hoofd ontbloten of juist bedekken.
In oude en primitieve godsdiensten kan deze verering vele vormen aannemen. In polytheïstische godsdiensten vindt men vele aanbiddingsvoorwerpen. In monotheïstische godsdiensten is deze aanbidding gericht naar slechts één god, die als de enige ware wordt beschouwd.

## Katholieke Kerk
De Katholieke Kerk maakt een duidelijk onderscheid tussen:
- aanbidding (cultus latriae =  latreutische eredienst) die enkel God (de Personen van de Drie-eenheid) betreft

en
- verering (cultus duliae) van personen (heiligen en zaligen) en voorwerpen zoals heiligenbeelden en relieken waarin God en Christus indirect worden vereerd.  Deze vorm van verering wordt door niet-katholieken vaak verkeerdelijk als "aanbidding" aangeduid.

Wanneer katholieken in het dagelijks taalgebruik spreken over aanbidding bedoelen ze doorgaans de Eucharistische aanbidding: de aanbidding van het Allerheiligste, uitgesteld in een monstrans.

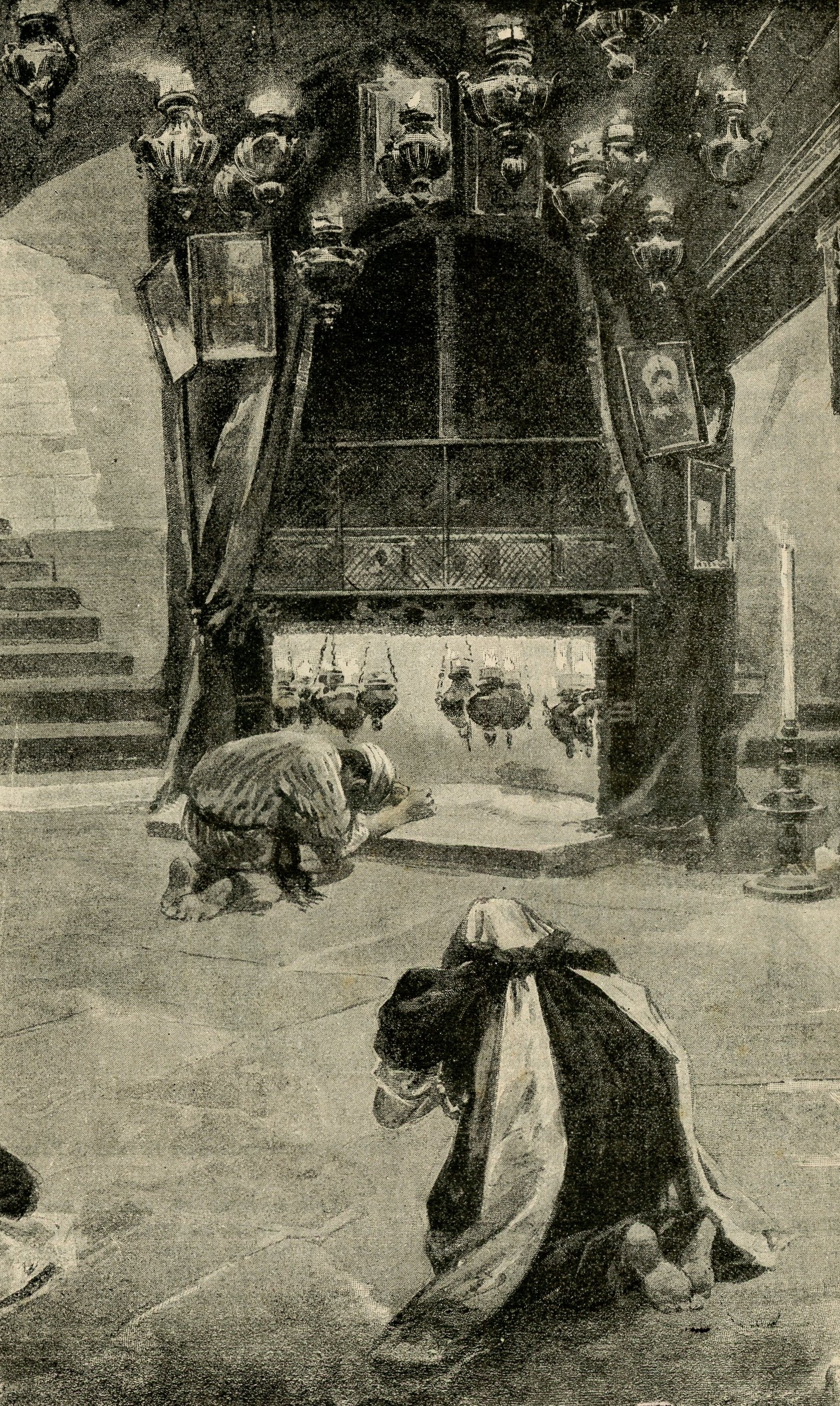
Aanbidding van de plek waar Jezus geboren zou zijn in de Geboortekerk, 1898

## In de kunst
In de kunst is de Aanbidding een voorstelling waarin de pasgeboren Jezus door de herders of de Wijzen uit het Oosten wordt aanbeden. Dit is een populair motief in de beeldende kunst.
Tot andere, minder vaak voorkomende aanbiddingscènes behoort het schilderij De aanbidding van het Lam Gods van de gebroeders van Eyck, waarin Christus wordt aanbeden als Lam Gods.

## Betekenis bij uitbreiding
Bij uitbreiding, en van zijn religieuze betekenis ontdaan, duidt het woord 'aanbidding' op het hartstochtelijk houden van iets of iemand. Bijvoorbeeld: de aanbidding van de jeugd in onze huidige maatschappij.